# Darja Štefančič
Darja Štefančič, slovenska slikarka, * 27. oktober 1957 Postojna
Živi in dela v Postojni.

## Življenje
Po mladostnem obdobju nabiranja likovne izobrazbe znotraj različnih likovnih šol in usmeritev je nato petindvajset let slikarstvo raziskovala samostojno, odmaknjena od oči javnosti in svojih del v tem obdobju ni razstavljala.
Z uporabo klasične tehnike oljnega slikarstva, kvadratnim formatom, skrbno izbrano simboliko svojih motivov avtorica miselno potuje med zavestnim in podzavestnim, zaznavnim in transcendentalnim.
Od prve ponovne predstavitve v javnosti leta 2007, se s svojimi deli ponovno predstavlja javnosti. Od tedaj se je predstavila s številnimi razstavmi doma in na tujem.